# 소마 조
소마 조(일본어: 相馬 丞, 2001년 6월 15일~)는 일본의 축구 선수이다.

## 구단 경력
그는 2024년 J2리그의 몬테디오 야마가타에 입단했다. 2025년 J3리그의 가고시마 유나이티드 FC로 이적했다.